# GOLDEN☆BEST 小林麻美
『GOLDEN☆BEST 小林麻美』（ゴールデン☆ベスト こばやしあさみ）は、小林麻美のベスト・アルバム。2002年11月20日発売。発売元は東芝EMI（現・ユニバーサルミュージック）。

## 解説
各レコード会社から発売されているゴールデン☆ベストシリーズの中の1枚。
1970年代にデビューした元歌手・小林麻美の楽曲をアイドル的な存在だった時代の曲から"大人の女性" として女性ファッション雑誌等で脚光を浴びた1980年代の曲まで代表作を中心に収録。1980年代の楽曲（1,3,5,7,20）はCBS・ソニーから発売された音源。
オリコンチャートで第1位を獲得した代表曲「雨音はショパンの調べ」を収録。ガゼボが歌う原曲「アイ・ライク・ショパン」に松任谷由実が日本語詞をつけた。松任谷由実もアルバム『Yuming Compositions: FACES』（2003年12月17日）でセルフカバーをしている。小林は当時、松任谷由実と公私とも親しかった。
「青春が終る日」は、シンシアこと南沙織の歌った楽曲のカバー。シングル「夜霧の街」（1974年9月21日）のB面に収録されたもの。同じ「ゴールデン☆ベスト」シリーズで、『GOLDEN☆BEST 南沙織 筒美京平を歌う』（2002年6月19日）に収録されている。
1998年、CBS・ソニー時代の楽曲をまとめた『GOLDEN J-POP / THE BEST 小林麻美』（1998年11月21日）もリリースされた。

## 収録曲
特記以外　作曲:筒美京平 編曲:萩田光雄
1. 雨音はショパンの調べ　
  - 作詞・作曲:Gazebo・P.L.Gimbini 日本語詞:松任谷由実 編曲:新川博
  - 最大のヒット曲であるが、当時歌手としてのテレビ出演を固辞していた。
2. 初恋のメロディー　
  - 作詞:橋本淳 編曲:筒美京平
3. 哀しみのスパイ　　
  - 作詞:松任谷由実 作曲:玉置浩二 編曲:武部聡志
4. 落葉のメロディー　　
  - 作詞:橋本淳 編曲:筒美京平
5. 移りゆく心　　
  - 作詞・作曲:松任谷由実、編曲:後藤次利
6. 恋のレッスン　　
  - 作詞:橋本淳 編曲:筒美京平
7. シフォンの囁き　　
  - 作詞・作曲:Chritian Holl 日本語詞:松任谷由実 編曲:松任谷正隆
8. ある事情　　
  - 作詞:安井かずみ
9. アパートの鍵　　
  - 作詞:安井かずみ 編曲:筒美京平
10. 私のかなしみ　　
  - 作詞:安井かずみ 編曲:筒美京平
11. 夢のあとさき　　
  - 作詞:なかにし礼 作曲:田山雅充 編曲:林哲司
12. あなたは恋の旅人
13. あなたのことでいっぱい　
  - 作詞:山上路夫
14. 小さな旅　　
  - 作詞:ちあき哲也
15. 青春が終る日　　
  - 作詞:有馬三恵子
  - 南沙織のカバー
16. トランプ占い
17. 新生活
18. 都わすれの花　　
  - 作詞:ちあき哲也 作曲:萩田光雄
19. 海の音　　
  - 作詞:林春生 作曲:佐藤寛
20. 愛のプロフェッサー　　
  - 作詞:C.Ferrandi 日本語詞:松任谷由実 作曲:P.Cassano 編曲: 後藤次利

## 関連人物
- 玉置浩二
- 松任谷正隆
- 松任谷由実
- 南沙織